# Pachytodes cerambyciformis
Pachytodes cerambyciformis је врста инсекта из реда тврдокрилаца (Coleoptera) и породице стрижибуба (Cerambycidae). Сврстана је у потпородицу Lepturinae.

## Распрострањеност и станиште
Врста насељава подручје Европе (изузев северног дела), Мале Азије и Кавказa. Једна је од најчешћих врста на подручју централне Европе, посебно у брдовитим пределима. Честа је врста и на подручју Србије, налази се на многим врстама цвећа на различитим висинама и стаништима.

## Опис
Глава, пронотум и ноге су црне или тамнобраон боје. Покрилца су жућкастобраон боје са различитим мрљама и штрафтама, веома ретко су потпуно црна. Антене су углавном црне боје. На подручју Европе живи још једна врста овог рода (Pachytodes erraticus), за разлику од поменуте врсте, покрилца код Pachytodes cerambyciformis су мат. Још један карактер који раздваја ове две врсте јесте трећи чланак задњих тарзуса (код P. erraticus је на мање од половине усечен, а код P. cerambyciformis је преко половине изрезан). Дужина тела је од 6 до 12 mm.
- мат елитре
- трећи чланак задњих тарзуса

## Биологија
Комплетан циклус развића се одвија у периоду од око 2 године. Ларве се развијају у корењу различитог листопадног и четинарског дрвећа (питоми кестен, бреза, храст, топола, глог, бор, јела, смрча, итд.), а адулти се срећу на цвећу.  Адулти се могу срести од априла до јула.

## Синоними
- Judolia cerambyciformis (Schrank, 1781)
- Pachyta cerambyciformis (Schrank, 1781)
- Leptura cerambyciformis  Schrank, 1781